# 十年級
十年级（10th Grade）是北美中学教育的一个年段，相當於中国大陆的“高一”，香港的中四。为高中的第一年，於大部份國家通常稱為高中一年級。

## 关于
十年级为高中階段的第一個年段，即學生須要適應新的高中學習環境。

## 学校
某些書院會於十年級才開始收生，而這些學校則被稱為高中書院。
在中国，十年级（高一）的學生剛經過中考，因成績進入重點普通高中，普通高中或職業高中。因此中国十年级學生的表現可能比以前有所差別。
在香港舊制下，緊接十年級（中四）的是十一年級（中五）的香港中學會考。而在2009年新的三三四學制正式推行後，香港中學文憑考試將在十二年級（中六）時推行，因此給予十年级學生壓力有可能減少，在舊制下，部分同學會因成績差而於中三（九年級）被逐出校，亦有同學選擇投身社會，但新制下，大部分中學生都會升上高中，完成中學課程。